# Борат кальция
Бора́т ка́льция (бо́рноки́слый ка́льций, химическая формула — Ca3(BO3)2) — неорганическая кальциевая соль ортоборной кислоты. 
При стандартных условиях, борат кальция — это бесцветные кристаллы, плохо растворимые в воде.

## Физические свойства
Борат кальция образует бесцветные кристаллы гексагональной сингонии, пространственная группа R 3c, плохо растворимые в воде.

## Получение
- Гидротермальным способом из оксидов кальция и бора:

{\displaystyle {\mathsf {3\ CaO+B_{2}O_{3}\ {\xrightarrow {165^{o}C}}\ Ca_{3}(BO_{3})_{2}}}}

## Применение
- Производство стекла, керамики, эмалей.
- В качестве микроудобрения.
- Сырье в производстве ортоборной кислоты.